# Anabolia laevis
Anabolia laevis är en nattsländeart som först beskrevs av Zetterstedt 1840.  Anabolia laevis ingår i släktet Anabolia, och familjen husmasknattsländor. Arten är reproducerande i Sverige.